# Pęcherz

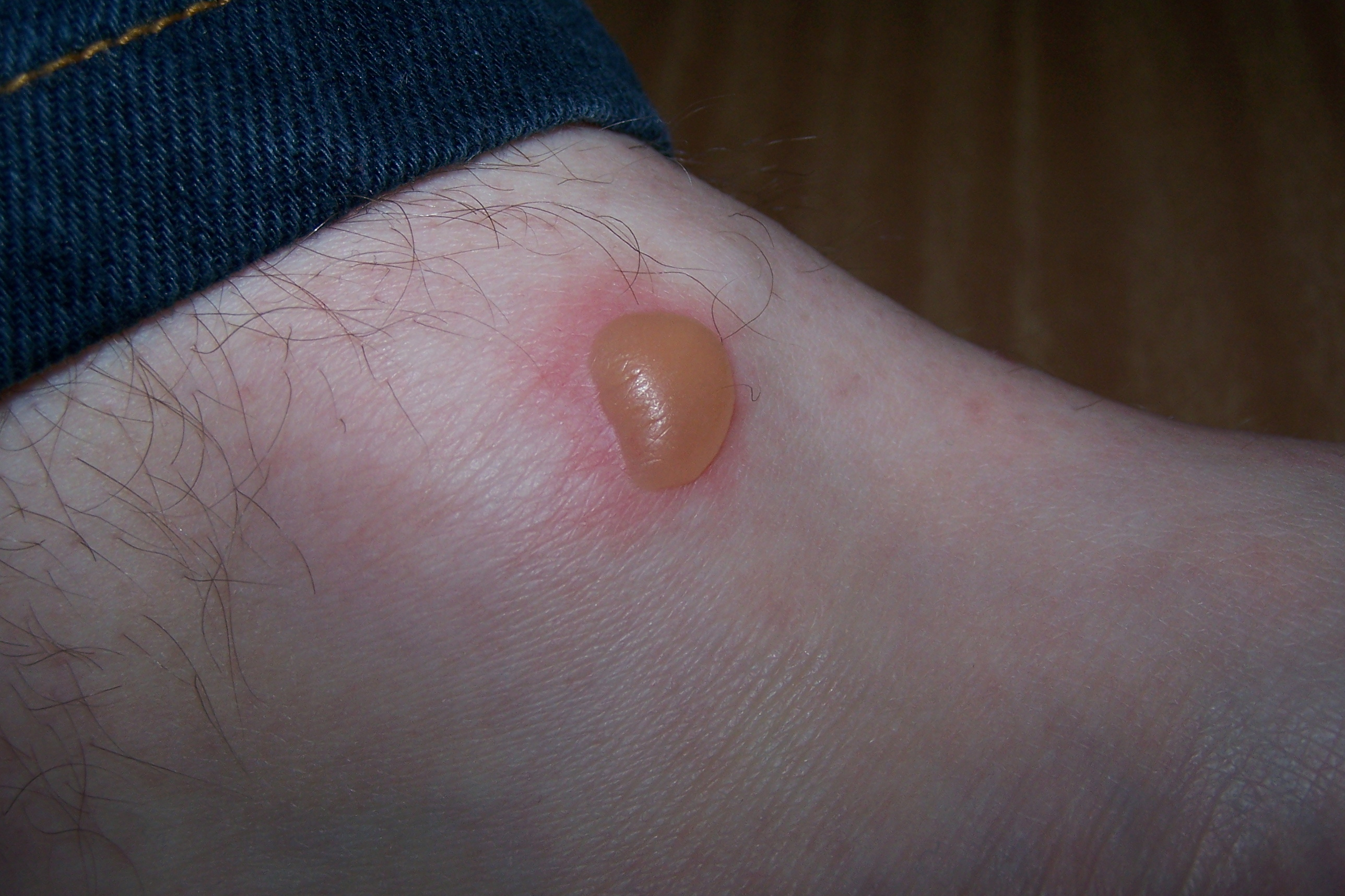
Pęcherz spowodowany oparzeniem 2. stopnia.

Porównanie pęcherzyka i pęcherza

Pęcherz (łac. bulla) – w dermatologii – wykwit wyniosły ponad powierzchnię skóry, o średnicy powyżej 0,5 cm. Pęcherze to oddzielenie naskórka od skóry właściwej, wypełnione płynem limfatycznym. Powstają na skórze stóp lub dłoni w wyniku otarć, np. butów lub narzędzi, ustępują bez pozostawienia blizny. Pęcherze mogą również występować na błonach śluzowych.
W piśmiennictwie angielskim na określenie pęcherzyków i pęcherzy istnieje określenie blister, niemające odpowiednika w nazewnictwie polskim.

## Rodzaje pęcherzy
- podrogowe – płyn gromadzi się pod warstwą rogową skóry, w związku z czym pęcherze są bardzo nietrwałe. Pęcherze podrogowe są charakterystyczne dla liszajca i pęcherzycy liściastej;
- śródnaskórkowe – płyn gromadzi się w rozwarstwionej warstwie kolczystej naskórka, na ogół związane są ze zjawiskiem akantolizy, czyli utraty łączności między poszczególnymi komórkami warstwy kolczystej. Typowe dla pęcherzycy zwykłej;
- podnaskórkowe – płyn gromadzi się pod warstwą naskórka, jak ma to miejsce w pemfigoidzie. Dno takiego pęcherza stanowi skóra właściwa. Są one dobrze napięte, twarde, trudno ulegają zerwaniu z pozostawieniem głębokich nadżerek;
- dermolityczne – pęcherz powstaje poniżej błony podstawnej, przykładem są pęcherze w postaci dystroficznej epidermolysis bullosa i w części przypadków nabytego pęcherzowego oddzielania się naskórka (epidermolysis bullosa acquisita).